# Insulamyia inusitata
Insulamyia inusitata är en tvåvingeart som beskrevs av Márcia Souto Couri 1982. Insulamyia inusitata ingår i släktet Insulamyia och familjen husflugor. Inga underarter finns listade i Catalogue of Life.